# Stockholm Nordic Vikings
Gli Stockholm Nordic Vikings sono stati una squadra di football americano di Stoccolma, in Svezia; fondati nel 1994 per partecipare alla FLE, vinsero i 2 titoli di quella lega e in seguito chiusero.

## Dettaglio stagioni

### Tornei internazionali

#### Football League of Europe/American Football League of Europe
| Stagione | regular season | regular season | regular season | regular season | regular season | regular season | playoff | playoff | playoff | playoff | playoff | playoff   | playoff             |
|          | Vin            | Par            | Per            | Tot            | PF             | PS             | Vin     | Per     | Tot     | PF      | PS      | risultato | avversaria          |
| -------- | -------------- | -------------- | -------------- | -------------- | -------------- | -------------- | ------- | ------- | ------- | ------- | ------- | --------- | ------------------- |
| 1994     | 9              | 0              | 1              | 10             | 461            | 228            | 2       | 0       | 2       | 77      | 56      | Campioni  | Hamburg Blue Devils |
| 1995     | 5              | 0              | 3              | 8              | 239            | 223            | 1       | 0       | 1       | 14      | 0       | Campioni  | Lions Bergamo       |
| Totale   | 14             | 0              | 4              | 18             | 700            | 451            | 3       | 0       | 3       | 91      | 56      |           |                     |

Fonti: Enciclopedia del Football - A cura di Roberto Mezzetti

### Riepilogo fasi finali disputate
| Anno | Luogo     | Evento | Fase del torneo | Incontro                                       | Risultato |
| 1994 | Amburgo   | FLE    | Euro Super Bowl | Hamburg Blue Devils - Stockholm Nordic Vikings | 35 - 43   |
| 1995 | Stoccolma | AFLE   | Euro Super Bowl | Stockholm Nordic Vikings - Lions Bergamo       | 14 - 0    |

## Palmarès
- 2 Euro Super Bowl (1994, 1995)